# 수나사

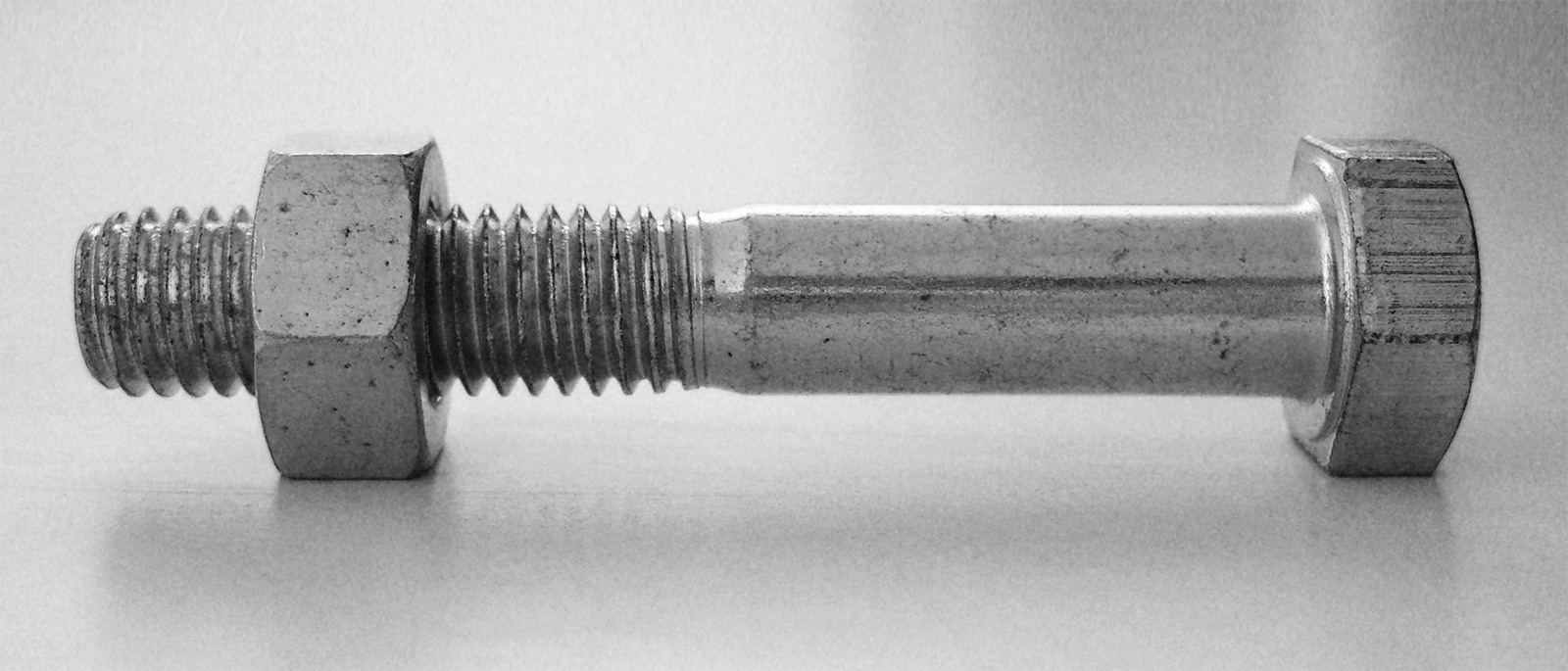
암나사와 수나사

수나사(male thread) 또는 볼트(bolt)는 바깥쪽에 나사선이 새겨진 나사이다. 대개 원기둥 또는 원뿔 모양으로 생겼다.
숫놈 나사의 어원에서 숫나사로 불렸다.

## 볼트 접합
강재를 이용해 구조물을 만들 때 볼트를 이용해 강재끼리 접합한다. 이를 '볼트 접합'이라고 하는데, 시공 시 특별한 기술이 필요 없는 장점이 있다. 주요한 건물의 접합부에는 '고장력 볼트'를 사용한다. 볼트 접합 시 볼트의 배치는 규칙적으로 배치하는 '정렬 배치'와 불규칙적으로 배치하는 '불규칙 배치'(엇모배치)가 있다. 불규칙 배치가 구조적으로 우수하지만, 일반적으로는 정렬 배치를 많이 사용한다.
볼트 배치 유형
- 볼트의 불규칙 배치가 적용된 강구조 기둥
- 볼트의 정렬 배치가 적용된 강구조 기둥. 플랜지 부분은 불규칙 배치로 볼트가 체결되어 있다.

구조 부재에서 긴 방향으로 볼트 중심선을 연결하는 선을 게이지 라인(gauge line)이라고 하며, 게이지 라인 사이의 간격을 게이지(gauge)라고 한다. 볼트 중심 사이 간격은 피치(pitch)라고 한다. 부재의 가장자리에 있는 볼트 중심에서 측면 끝까지의 거리를 '측단 거리', 길이 방향의 최외단 볼트 중심에서 부재 끝까지의 거리를 '연단 거리'라고 한다.

## 볼트 접합의 파괴 형식

두 부재가 양쪽으로 인장되어 떨어지는 것을 방지하기 위해 볼트를 사용하여 인장 접합하고 있다.

볼트 접합은 전단 접합, 인장 접합이 있다. 전단 접합은 두 개 혹은 세 개의 피접합재가 양쪽으로 인장되면서, 볼트 구멍 벽이 볼트에 전단력을 가하는 방식으로 접합을 유지하는데, 이에 따라 피접합재가 두 개인 경우 1면 전단 파괴, 세 개인 경우 2면 전단 파괴가 일어날 수 있다. 인장 접합은 볼트 축 단면이 인장력으로 저항하는 접합을 말한다. 인장 파괴는 볼트가 끊어지는 것을 말한다.
그밖에 피접합재 가장자리가 파괴되는 방식인 '연단부 파괴', '측단부 파괴'가 있으며, 지압 파괴도 있다.

## 볼트 종류와 등급
KS 규격에 따라 볼트의 종류와 등급을 정한다. 예를 들어 F10T(M20)과 같이 표기한다. F는 마찰접합용(For friction grip joint), 10은 인장강도 10tf/cm²을 의미하고, T는 인장 시험에 따른 인장강도를 나타낸다. M20은 호칭을 나타낸다.
몇 가지 볼트의 설계볼트장력을 정리한 표는 다음과 같다.
| 볼트 등급 | 볼트 호칭 | 공칭 단면적(mm²) | 설계볼트장력 T0(kN) |
| --------- | --------- | ---------------- | ------------------- |
| F8T       | M16       | 201              | 84                  |
| F8T       | M20       | 314              | 132                 |
| F8T       | M22       | 380              | 160                 |
| F8T       | M24       | 453              | 190                 |
| F10T      | M16       | 201              | 106                 |
| F10T      | M20       | 314              | 165                 |
| F10T      | M22       | 380              | 200                 |
| F10T      | M24       | 453              | 237                 |
| F13T      | M16       | 201              | 137                 |
| F13T      | M20       | 314              | 214                 |
| F13T      | M22       | 380              | 259                 |
| F13T      | M24       | 453              | 308                 |

## 볼트 구멍
고장력 볼트의 구경과 구멍의 형태에 따라 구멍 치수가 정해진다. 단위는 mm이다. 표준구멍에 대하여, M16, M20, M22 볼트는 구멍 크기를 2mm 더 크게 해주고, M24, M27, M30 볼트는 구멍 크기를 3mm 더
크게 해 준다.
| 고장력볼트 호칭 | 표준 구멍 | 대형구멍 | 단슬롯 구멍 | 장슬롯 구멍 |
| --------------- | --------- | -------- | ----------- | ----------- |
| M16             | 18        | 20       | 18X22       | 18X40       |
| M20             | 22        | 24       | 22X26       | 22X50       |
| M22             | 24        | 28       | 24X30       | 24X55       |
| M24             | 27        | 30       | 27X32       | 27X60       |
| M27             | 30        | 35       | 30X37       | 30X67       |
| M30             | 33        | 38       | 33X40       | 33X75       |

## 고장력볼트 접합 설계 강도
1개의 고장력볼트 접합 설계강도는 접합의 종류가 마찰접합인지, 지압접합인지 등에 따라 아래에서 설명하는 설계미끄럼강도, 설계인장강도 및 설계전단강도, 볼트구멍의 설계지압강도 등을 계산하여 가장 작은 값을 채택하여 구한다.

### 설계미끄럼강도
설계미끄럼강도 {\displaystyle \phi R_{n}}은 다음과 같이 계산한다.
{\displaystyle \phi ={\begin{cases}1.0&{\text{표 준 구 멍  또는 하 중 방 향 에  수 직 인  단 슬 롯 구 멍 인  경 우}}\\0.85&{\text{대 형 구 멍  또는 하 중 방 향 에  평 행 한  단 슬 롯 구 멍 인  경 우}}\\0.70&{\text{장 슬 롯 구 멍 인  경 우}}\end{cases}}}
{\displaystyle R_{n}=\mu h_{f}T_{0}N_{s}}
{\displaystyle \mu } : 미끄럼계수(페인트칠하지 않은 블라스트 청소된 마찰면은 0.5)
{\displaystyle h_{f}} : 필러계수
1. 필러를 사용하지 않은 경우와 필러내 하중 분산을 위해 볼트를 추가한 경우 또는 필러내 하중 분산을 위해 볼트를 추가하지 않은 경우로써 접합되는 재료 사이에 한개의 필러가 있는 경우 1.0
2. 필러내 하중 분산을 위해 볼트를 추가하지 않은 경우로써 접합되는 재료 사이에 2개 이상의 필러가 있는 경우 0.85

{\displaystyle T_{0}} : 설계볼트장력(kN)
{\displaystyle N_{s}} : 전단면의 수(마찰접합 및 지압접합에만 적용)
만약 마찰접합에서 인장력을 받아 고장력볼트의 장력이 감소할 경우, 위에서 계산한 설계미끄럼강도에 {\displaystyle k_{s}=1-{\frac {T_{u}}{T_{0}N_{b}}}}를 곱하여 강도를 감소시켜야 한다. 여기서 Nb는 인장력을 받는 고장력볼트 수, Tu는 소요인장강도(kN)이다.

### 설계인장강도 및 설계전단강도
Fu는 계수하중이라고 할 때, 설계인장강도 및 설계전단강도는 다음 식으로 구한다.
{\displaystyle \phi =0.75}
{\displaystyle R_{n}=F_{n}A_{b}N_{s}}
{\displaystyle F_{n}={\begin{cases}F_{nt}=0.75F_{u}(N/mm^{2})&{\text{(공 칭 인 장 강 도 )}}\\F_{nv}=0.5F_{u}(N/mm^{2})&{\text{(공 칭 전 단 강 도 , 나 사 부  불 포 함 )}}\\F_{nv}=0.4F_{u}(N/mm^{2})&{\text{(공 칭 전 단 강 도 , 나 사 부  포 함 )}}\end{cases}}}
{\displaystyle A_{b}} : 고장력볼트의 공칭단면적(mm2)

### 볼트구멍의 설계지압강도
강도한계상태의 마찰접합 및 지압접합에서 고장력볼트와 볼트구멍이 지압 상태가 되는 경우, 고장력볼트 구멍에 대한 지압강도를 검토해야 한다. 건축구조기준 개정에 따라 마찰접합에서도 지압접합 관련 강도를 검토하게 되었다. 여기서 d는 고장력볼트의 공칭직경(mm), Fu는 피접합재의 공칭인장강도(N/mm²), Lc는 하중 작용 방향 볼트구멍 사이 순간격(mm), 그리고 구멍의 끝과 피접합재의 끝 또는 인접구멍 끝까지의 거리(mm), 즉 두 경우의 Lc 모두에 대해 검토해준다. t는 피접합재의 두께(mm)를 나타낸다. 각각의 경우 고장력 볼트 구멍 하나에 대한 설계지압강도 {\displaystyle \phi R_{n}}은 다음과 같이 구한다. 구멍이 여러개인 경우 Lc에 의해 구분된 구멍 하나당 설계지압강도에 해당 구멍의 개수를 곱하여 더해서 최종적으로 구멍의 설계지압강도를 구한다.
표준구멍, 대형구멍, 단슬롯 구멍의 모든 방향에 대한 지압력 또는 장슬롯 구멍이 지압력 방향에 평행인 경우
1. 사용하중상태에서 고장력볼트 구멍의 변형이 설계에 고려될 경우
{\displaystyle \phi =0.75}
{\displaystyle R_{n}=1.2L_{c}tF_{u}(\leq 2.4dtF_{u})} 두 값 중 작은 값 채택
2. 사용하중상태에서 고장력볼트 구멍의 변형이 설계에 고려되지 않는 경우
{\displaystyle \phi =0.75}
{\displaystyle R_{n}=1.5L_{c}tF_{u}(\leq 3.0dtF_{u})} 두 값 중 작은 값 채택
장슬롯 구멍에 구멍방향에 수직방향으로 지압력을 받을 경우
{\displaystyle \phi =0.75}
{\displaystyle R_{n}=1.0L_{c}tF_{u}(\leq 2.0dtF_{u})} 두 값 중 작은 값 채택

### 지압접합에서 인장력과 전단력의 조합을 받는 경우 설계강도
{\displaystyle F_{nt}'}을 전단력을 고려한 공칭인장강도(N/mm²), {\displaystyle F_{nt},F_{nv}}를 공칭 인장강도 및 전단강도(N/mm²), {\displaystyle f_{v}}를 소요전단응력(N/mm²)이라고 한다면, 지압접합에서 인장력과 전단력의 조합을 받는 경우의 설계강도는 다음 식으로 구한다.
{\displaystyle \phi =0.75}
{\displaystyle R_{n}=F_{nt}'A_{b}}
{\displaystyle F_{nt}'=1.3F_{nt}-{\frac {F_{nt}}{0.75F_{nv}}}f_{v}\leq F_{nt}}

## 같이 보기
- 소켓 렌치
- 토크 렌치

## 참고 문헌
- 한국강구조학회 (2017). 《강구조설계》. 구미서관. ISBN 978-89-8225-135-1.